# Agnieszka Greinert
Agnieszka Greinert (ur. 5 grudnia 1972 w Ostrowie Wielkopolskim) – polska aktorka filmowa i teatralna, wokalistka oraz pedagog. Doktor habilitowana sztuk teatralnych, profesor uczelni Państwowej Wyższej Szkoły Filmowej, Telewizyjnej i Teatralnej w Łodzi. 

## Kariera
Uczyła się w Państwowej Szkole Muzycznej I stopnia oraz II stopnia. W latach 1991–1995 uczyła się na Wydziale Aktorskim w Państwowej Wyższej Szkole Teatralnej, Filmowej i Telewizyjnej w Łodzi. 
W 1993 roku otrzymała wyróżnienie za udział w Przeglądzie Piosenki Aktorskiej we Wrocławiu. Trzy lata później, w 1996 roku otrzymała I Nagrodę na Festiwalu Piosenki Francuskiej w Lubinie. W 1999 na Festiwalu Piosenek Agnieszki Osieckiej w Warszawie, również została wyróżniona I Nagrodą.
W 2002 roku Agnieszkę Greinert wyróżniono na warszawskim Festiwalu Estrady. 
W swojej karierze współpracowała min. z: Teatrem Nowym i Teatrem Muzycznym w Łodzi, Teatrem Arlekin oraz Teatrem Muzycznym w Gliwicach.
Obecnie jest pedagogiem na PWSFTviT w Łodzi, gdzie wykłada piosenkę aktorską.

## Filmografia
| Rok       | Nazwa                 | Rola                            |
| --------- | --------------------- | ------------------------------- |
| 1995      | Szabla od komendanta  | dziewczyna                      |
| 1996      | Konkurs stulecia      | Jane                            |
| 1997-2022 | Klan                  | Magdalena, wychowawczyni klasy  |
| 1998      | Swoja                 | Matka Krysi                     |
| 2000      | Człowiek wózków       | pielęgniarka                    |
| 2000      | Bajland               | dziewczyna starająca się o dom  |
| 2001      | Cisza                 | technomanka                     |
| 2002      | Oczywiście, że miłość | Maria                           |
| 2003      | Wysłannicy Gai        |                                 |
| 2003-2005 | Sprawa na dziś        | szefowa schroniska dla zwierząt |
| 2005      | Święta wojna          | Irka                            |
| 2006      | Apetyt na miłość      | Karolina Halberg                |
| 2007      | M jak miłość          | kandydatka na nianię            |
| 2014      | Komisarz Alex         | marszandka                      |

## Polski dubbing
- 2015: Trzy koty – Margot[4]